# Montgomery County, Kansas
Montgomery County är ett administrativt område i delstaten Kansas, USA. År 2010 hade countyt 35 471 invånare. Den administrativa huvudorten (county seat) är Independence.

## Geografi
Enligt United States Census Bureau har countyt en total area på 1 687 km². 1 671 km² av den arean är land och 16 km² är vatten.

### Angränsande countyn
- Wilson County - norr
- Neosho County - nordost
- Labette County - öst
- Nowata County, Oklahoma - sydost
- Washington County, Oklahoma - söder
- Chautauqua County - väst
- Elk County - nordväst

### Orter
- Caney
- Cherryvale
- Coffeyville
- Dearing
- Elk City
- Havana
- Independence (huvudort)
- Liberty
- Tyro